# American Standard Companies
Die American Standard Companies, Inc. war ein US-amerikanischer Hersteller von Klimasystemen, Bad- und Küchenmöbeln, sowie Fahrzeugregelungstechniken mit Hauptsitz in Piscataway im US-Bundesstaat New Jersey.
Im Juli 2007 verkündeten American Standard und Bain Capital, dass Bain Capital die Bad- und Küchenproduktsparte von American Standard für 1,745 Milliarden Dollar übernehmen wird, dies war bis Dezember 2007 vollzogen worden. Am fünften November 2007 wurde der neue Unternehmensname Ideal Standard International S.A. von Bain Capital verkündet.
Das seit 1969 zu American Standard gehörende Tochterunternehmen WABCO wurde zum 1. August 2007 ausgegründet und notierte seitdem an der NYSE unter dem Kürzel WBC.
Nach dem Verkauf und der Ausgründung verschmolz American Standard Companies auf die Tochtergesellschaft Trane Inc. und wurde am 5. Juni 2008 vom Konzern Ingersoll-Rand übernommen.

## Geschichte
Bereits 1892 entstand aus der Fusion von drei Unternehmen die American Radiator Company. Diese wurde 1929 zum Namen American Standard umfirmiert, da sich mittlerweile dieser Name im Tagesgeschäft etabliert hatte. Im Jahr 1929 erfolgte der Börsengang der American Standard Companies. 1968 wurde WABCO und 1984 die Trane Inc. übernommen.
Am 1. Februar 2007 wurde bekannt, dass das Unternehmen in drei Teile aufgespalten wird. Der Bereich Installationszubehör für Küchen und Bäder wurde verkauft und firmiert seitdem als American Standard Brands. WABCO wurde ausgegründet und unabhängig. Die American Standard Companies änderte ihren Namen in Trane Inc. und wurde im Dezember 2007 vom Konzern Ingersoll-Rand übernommen.
2012 wurde die American Radiator Company in die North American Railway Hall of Fame in der Kategorie “North America: Communities, Business, Government and Organizations” aufgenommen.